# Галицький похід Лешка Білого
Галицький похід Лешека Білого (1213) — спроба Лешка Білого припинити боярське правління в Галицькому князівстві після того, як угорський король Андраш II відмовився від спроб посадити в ньому на княжіння Данила Романовича. На момент описуваних подій Данило з матір'ю вже переїхав з Угорщини до Кракова.

## Історія
Владислав Кормильчич залишив у Галичі гарнізон, а сам із галицькими та іноземними контингентами дав бій відповідним силам супротивника на р. Бібрці, але зазнав поразки. Тоді Лешек, не відчуваючи в собі сил взяти Галич, зайнявся розоренням околиць Теребовля, Моклекова, Збаража, був взятий Биковен.
Незабаром після цього Андраш зробив похід на Лешека, після чого вони уклали в Спиші угоду, за якою галицьким князем мав стати королевич Коломан, польський король — отримав Перемишль і Любачів, а Данило — Волинське князівство (1214).